# Юдифь и Олоферн (фильм, 1929)
«Юдифь и Олоферн» (фр. Giuditta e Oloferne) — итальянский немой фильм 1929 года режиссёра Бальдассарре Негрони.
В главных ролях Я Руская — единственное её появление на экране, и Бартоломео Пагано — его последний фильм.
Фильм считался утерянным, но в 1980-е был найден в частной коллекции.

## Сюжет
В фильме чередуются две истории — библейская легенда и история современности.
В первой истории — легенда, как ассирийцы осадили город Ветилуи, перекрыли жителям доступ к воде, но Юдифь, молодая иудейка, обольщает ассирийского полководца Олоферна, и ночью, когда Олоферн спит, обезглавливает его, повергая врагов в бегство.

В классический рассказ режиссёр приписывает роль любовницы Юдифь и, доверив интерпретацию знаменитой танцовщице Я Руской, предполагает, что соблазнение Олоферна происходит посредством танца; что, как вы увидите, будет элементом связи с другой историей
Оригинальный текст (итал.)La versione di Negroni apporta qualche variante al .racconto classico : attribuisce un amante a Giuditta e — avendo affidato l ' interpretazione ad una celebre danzatrice , Jia Ruskaja — suppone che la seduzione di Oloferne avvenga mediante una danza; che, come si vedrà , sarà un elemento di legame con l ' altra storia
— журнал «Lumière», 1985 год
Другая история о инженере-строителе плотины ГЭС, которая мешает группе спекулянтов, потому они решают взорвать плотину, нисколько не считаясь, что в городе ниже по течению могут погибнуть люди. Чтобы инженер им не помешал, танцовщица соблазняет его и заманивает на борт роскошной яхты, но инженер освобождается, спешит и спасает город от гибели.

## В ролях
- Я Руская — Юдифь / Юдит Хавер

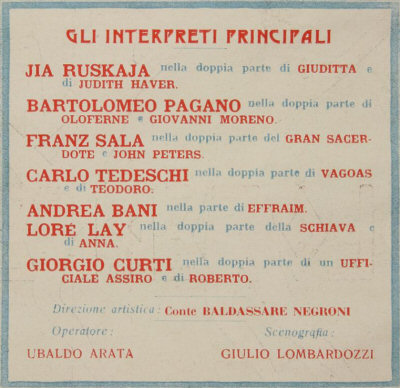

- Бартоломео Пагано — Олоферн / Джованни Морено
- Франц Сала — Великий священник / Джон Петерс
- Карло Тедески — Вагоас / Теодор
- Андреа Бани — Эфраим
- Лоре Лэй — рабыня / Анна
- Джорджо Курти — ассирийский воин / Роберто